# Lucy-le-Bois
Lucy-le-Bois là một xã của Pháp ở tỉnh Yonne trong vùng Bourgogne-Franche-Comté, cách Avallon 8 km.

## Hành chính
| Danh sách các thị trưởng               |           |                    |      |         |
| Giai đoạn                              | Giai đoạn | Tên                | Đảng | Tư cách |
| mars 2008                              | mars 2015 | Joël Tissier       |      |         |
| mars 2001                              | mars 2008 | Joël Tissier       |      |         |
| mars 1995                              | mars 2001 | Joël Tissier       |      |         |
| mars 1989                              | mars 1995 | Louis De Chatellux |      |         |
| mars 1983                              | mars 1989 | Louis De Chatellux |      |         |
| mars 1977                              | mars 1983 | Raymond Lairaudat  |      |         |
| mars 1971                              | mars 1977 | Raymond Lairaudat  |      |         |
| mars 1965                              | mars 1971 | Léon Ringot        |      |         |
| Tất cả các dữ liệu trước đây không rõ. |           |                    |      |         |

## Biến động dân số
| 1793 | 1800 | 1806 | 1821 | 1831 | 1836 | 1841 | 1846 | 1851 |
| ---- | ---- | ---- | ---- | ---- | ---- | ---- | ---- | ---- |
| 472  | 846  | 940  | 976  | 1011 | 1055 | 1014 | 1014 | 956  |

| 1856 | 1861 | 1866 | 1872 | 1876 | 1881 | 1886 | 1891 | 1896 |
| ---- | ---- | ---- | ---- | ---- | ---- | ---- | ---- | ---- |
| 935  | 937  | 949  | 558  | 542  | 505  | 505  | 481  | 447  |

| 1901 | 1906 | 1911 | 1921 | 1926 | 1931 | 1936 | 1946 | 1954 |
| ---- | ---- | ---- | ---- | ---- | ---- | ---- | ---- | ---- |
| 402  | 382  | 375  | 304  | 323  | 305  | 298  | 229  | 269  |

| 1962                                         | 1968 | 1975 | 1982 | 1990 | 1999 | 2006 | - | - |
| -------------------------------------------- | ---- | ---- | ---- | ---- | ---- | ---- | - | - |
| 278                                          | 294  | 238  | 267  | 378  | 365  | 328  | - | - |
| Số liệu kể từ 1962 : dân số không tính trùng |      |      |      |      |      |      |   |   |